# Горбачёв, Вениамин Яковлевич
Вениамин Яковлевич Горбачёв (6 апреля 1915, Боготол, Томская губерния — 1 июля 1985, Киев) — советский офицер, в годы Великой Отечественной войны командир 383-й шахтерской Феодосийской Бранденбургской ордена Суворова II степени стрелковой дивизии 33-й армии 1-го Белорусского фронта. Герой Советского Союза (6.04.1945). Генерал-майор (9.10.1943).

## Биография

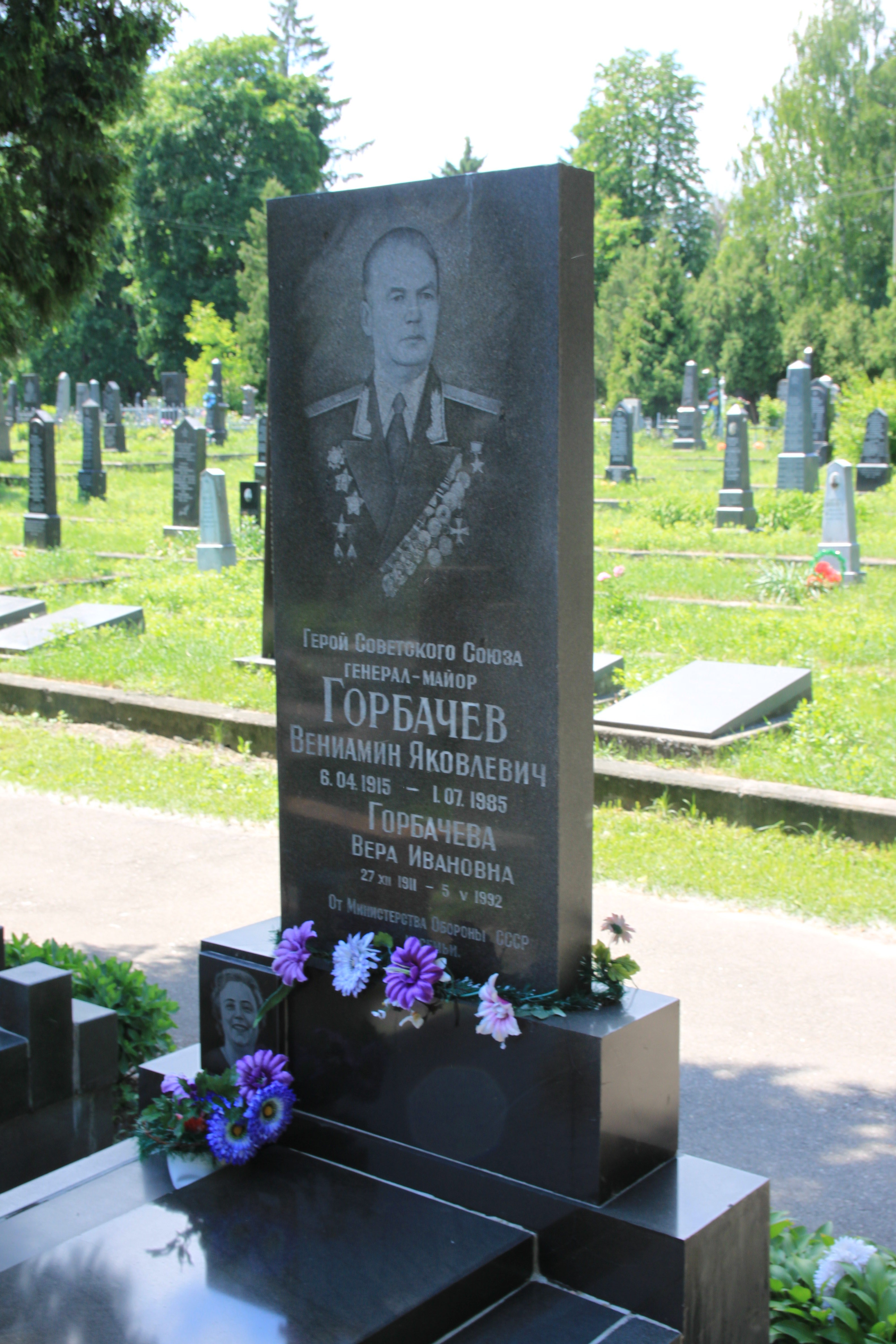
Могила В. Я. Горбачёва на Лукьяновском военном кладбище Киева.

Родился 24 марта (6 апреля) 1915 года в городе Боготоле Мариинского уезда Томской губернии в семье крестьянина. Член КПСС с 1943 года. Окончил 9 классов школы, во время учёбы пас скот в колхозе. По окончании школы — заведующий избой-читальней в колхозе «Новый строитель» Боготольского района, с февраля 1932 года — районный инспектор по скотозаготовкам треста «Союзмясо».
В Красной Армии с ноября 1932 года. В 1936 году окончил Томскую артиллерийскую школу. Служил в 94-м артиллерийском полку 94-й стрелковой дивизии Сибирского военного округа (Красноярск): командир взвода полковой школы, начальник штаба дивизиона, командир батареи, командир дивизиона. В сентябре 1938 года убыл на учёбу в Москву. В мае 1941 года окончил Военную академию имени М. В. Фрунзе. После окончания академии был вновь направлен в Красноярск, заместитель командира дивизиона 362-го лёгкого артиллерийского полка 119-й стрелковой дивизии, помощник начальника штаба артиллерии 119-й стрелковой дивизии.
В начале Великой Отечественной войны 94-я стрелковая дивизия в составе 24-й армии направлена на фронт, в составе Резервного фронта строила оборонительный рубеж Хлебники — Алексин. В конце июля 1941 года капитан В. Я. Горбачёв назначен начальником оперативного отделения штаба 119-й стрелковой дивизии Западного фронта. С началом битвы за Москву и немецкого генерального наступления на Москву в октябре 1941 года дивизия вела упорную оборону, сумела вырваться из вяземского котла и отошла на Ржев, Калинин. Уже 22 октября дивизия нанесла мощный контрудар, сыгравший большую роль в остановке немецкого наступления на Калининском направлении. В том же октябре 1941 года капитан Горбачев назначен начальником штаба 119-й стрелковой дивизии, вскоре ему присвоено внеочередное воинское звание майор. В. Я. Затем участвовал в Калининской и Ржевско-Вяземской наступательных операциях. В феврале 1942 года был тяжело ранен.
В строй вернулся в мае 1942 года и был назначен начальником штаба 3-й истребительной дивизии, формирующейся в Московском военном округе. С августа 1942 года — командир 165-й отдельной стрелковой бригады Закавказского фронта, но в конце сентября тяжело заболел и эвакуирован в госпиталь в Баку. С декабря 1942 года — командир 157-й стрелковой бригады 9-го стрелкового корпуса в 44-й и 9-й армиях Закавказского и Северо-Кавказского фронтов. На этих постах участвовал в обороне Кавказа, в наступательном этапе битвы за Кавказ, где его бригада прорвала немецкую оборону под Моздоком в январе и в наступлении на Кубани в мае в составе дивизии отличилась при прорыве «Голубой линии», наиболее оборудованной в инженерном отношении оборонительной позиции немцев в низовьях Кубани. В 1943 году вступил в ВКП(б).
С 31 июля 1943 года и до конца войны — командир 383-й стрелковой дивизии 16-го стрелкового корпуса. Дивизия входила в состав 56-й армии, Отдельной Приморской армии, 33-й армии Северо-Кавказского, 4-го Украинского, 1-го Белорусского фронтов. Участвовал в Новороссийско-Таманской, Керченско-Эльтигенской десантной, Крымской, Висло-Одерской и Берлинской наступательных операциях. Под его командованием дивизия получила за отличия в боях почётные наименования «Феодосийская» и «Бранденбургская», была награждена орденами Красного Знамени и Суворова 2-й степени. Сам же командир дивизии получил воинское звание генерал-майор в возрасте 28-ми лет (даже по меркам военного времени совершенно уникальный случай).
Генерал-майор В. Я. Горбачёв особо отличился в ходе Висло-Одерской наступательной операции в январе 1945 года. Он умело организовал прорыв сильно укрепленной обороны противника с Пулавского плацдарма на реке Висле, а также форсирования реки Варта (Польша). Дивизия под командованием Горбачёва нанесла врагу большие потери в живой силе и технике. Затем дивизия с боями прошла через всю Польшу, 5 февраля с ходу форсировала реку Одер, захватила и удержала крупный плацдарм в районе города Фюрнстенберг.
Указом Президиума Верховного Совета СССР от 6 апреля 1945 года за образцовое выполнение боевых заданий командования на фронте, борьбы с немецкими захватчиками и проявленные при этом отвагу и геройство генерал-майору Вениамину Яковлевичу Горбачеву было присвоено звание Героя Советского Союза с вручением ордена Ленина и медали «Золотая Звезда» (№ 6448).
После войны, в июне 1945 года, дивизия была расформирована, и генерал Горбачёв находился в распоряжении Военного совета Группы советских оккупационных войск в Германии. С сентября 1945 года — командир 75-й гвардейской стрелковой дивизии, а с октября 1945 года — командир 171-й стрелковой дивизии там же. С мая 1946 года находился в распоряжении Управления кадров Сухопутных войск СССР. С сентября 1946 года находился на работе на Центральных стрелково-тактических курсах усовершенствования офицерского состава Советской Армии «Выстрел» имени Маршала Советского Союза Б. М. Шапошникова: преподаватель, старший преподаватель тактики, с ноября 1949 года начальник учебного курса. В октябре 1951 года направлен учиться сам в Высшую военную академию имени К. Е. Ворошилова, которую окончил с золотой медалью в 1953 году.
С октября 1953 года — командир 315-й стрелковой дивизии в Таврическом военном округе. С июня 1954 года — командир 63-го стрелкового корпуса в Уральском военном округе. С ноября 1956 года — первый заместитель командующего, а с января 1958 года — командующий 25-й армией Дальневосточного военного округа (штаб в поселке Шкотово Приморского края). Но в июле того же 1958 года армия была расформирована, часть её войск передана в состав 15-й армией, и генерал-майор В. Я. Горбачёв был назначен первым заместителем командующего этой армией (часть её войск дислоцировалась на Сахалине и Курильских островах). В сентябре 1959 года генерал-майор Вениамин Яковлевич Горбачёв уволен в запас.
Жил в Киеве. Умер 1 июля 1985 года. Похоронен в Киеве на Лукьяновском военном кладбище.

## Награды
- Герой Советского Союза (6 апреля 1945)
- Орден Ленина (6 апреля 1945)
- Три ордена Красного Знамени (5 мая 1942; 2 апреля 1943; 20 апреля 1953)
- Два ордена Суворова 2-й степени (16 мая 1944; 29 мая 1945)
- Орден Кутузова 2-й степени (25 октября 1943)
- Орден Отечественной войны 1-й степени (11 марта 1985)
- Орден Красной Звезды (6 ноября 1947)
- Медаль «За боевые заслуги» (3 ноября 1944)
- Другие медали СССР
- Крест Храбрых (Польша)
- Медали иностранных государств

## Память
- Почётный гражданин города Феодосия в Крыму.
- Его именем названа улица в городе Феодосии.
- Мемориальная доска установлена в родном городе Боготол (2015)[2].
- Ещё одна мемориальная доска установлена в Феодосии на улице его имени.